# عدد اليود

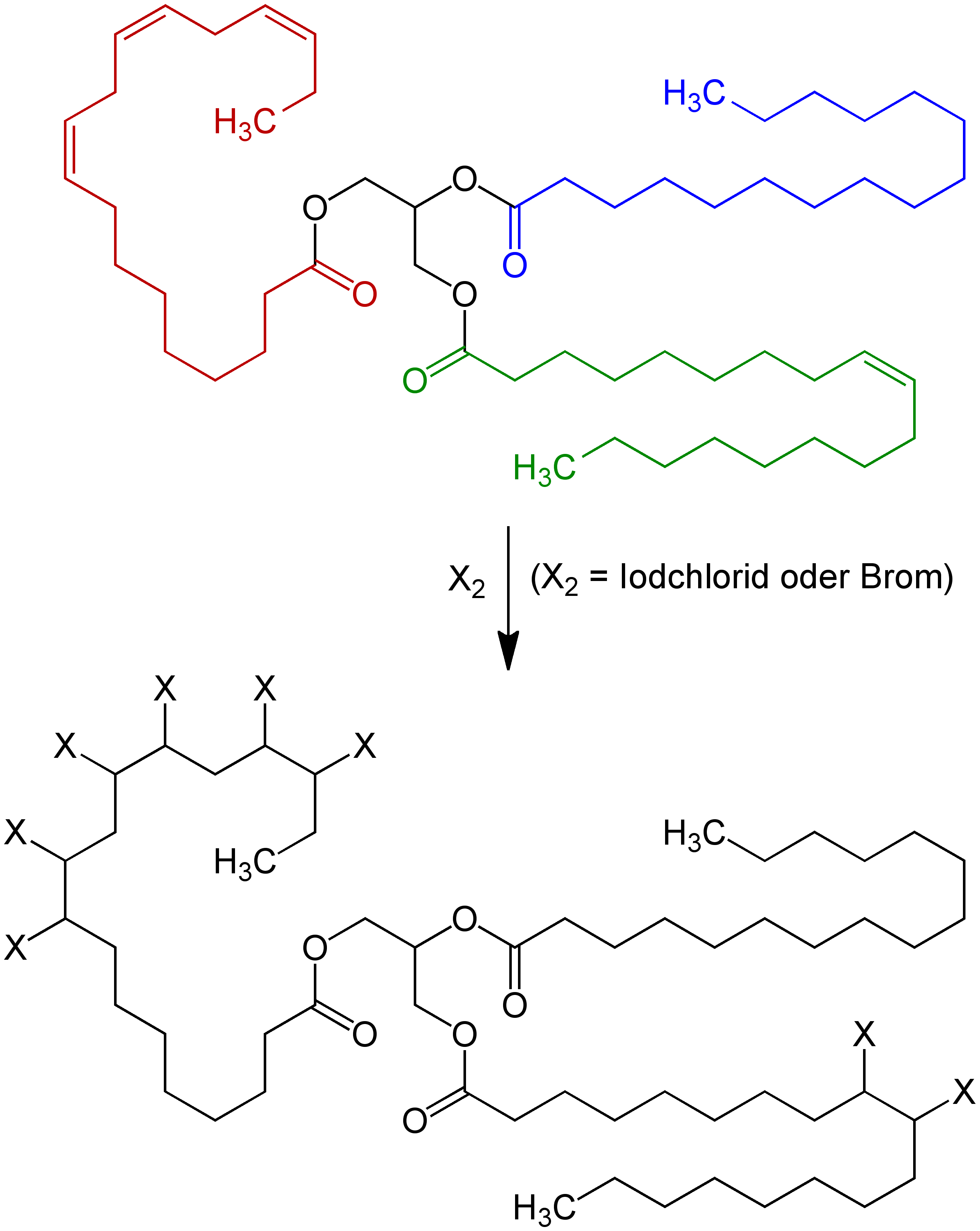

يمثل عدد اليود في الكيمياء كتلة اليود مقدرة بالجرامات، والتي تستهلك بواسطة 100 جرام من المادة الكيميائية. ولون محلول اليود بنفسجي وأى مجموعة تتفاعل مع اليود تجعل هذا اللون يختفي عند تركيز معين. وتمثل كمية محلول اليود اللازمة لإبقاء المحلول ملون مقياس لكمية المجموعات النشيطة الحساسة لليود.
ومن التطبيقات التي يستخدم فيها عدد اليود تحديد التشبع للأحماض الدهنية حيث ان الرابطة المزدوجة في الأحماض الدهنية تتفاعل مع مركبات اليود. وطبقا لطريقة معينة يتم معالجة الحمض بكمية زائدة من محلول هانوس وهو محلول من برومين اليود (BrI). ويتفاعل برومين اليود الغير متفاعل مع يوديد البوتاسيوم الذي يحوله إلى يود. ويتم تحديد تركيز اليود عن طريق المعايرة بثيوكبريتات الصوديوم.